# Phylloscopus ijimae
A Phylloscopus ijimae a verébalakúak (Passeriformes) rendjébe, ezen belül a füzikefélék (Phylloscopidae) családjába és a Phylloscopus nembe tartozó faj. 11-12 centiméter hosszú. Az Izu-szigeteken költ, a költési időszakon kívül Japán, Tajvan és a Fülöp-szigetek erdős területein él. Többnyire rovarokkal és magokkal táplálkozik. Áprilistól júniusig költ, fészekalja 3-4 tojásból áll. Sebezhető, mivel életterülete beszűkült, kis területen költ.

## Fordítás
- Ez a szócikk részben vagy egészben  az   Ijima's leaf warbler című angol Wikipédia-szócikk fordításán alapul.  Az eredeti cikk szerkesztőit annak laptörténete sorolja fel. Ez a jelzés csupán a megfogalmazás eredetét és a szerzői jogokat jelzi, nem szolgál a cikkben szereplő információk forrásmegjelöléseként.